# Person C. Cheney
Person C. Cheney (Ashland, 1828. február 25. – Dover, 1901. június 19.) az Amerikai Egyesült Államok szenátora (New Hampshire, 1886–1887).